# 巴东长江大桥
巴东长江大桥为一座横跨长江的斜拉橋，位于中国湖北省巴东县。该桥于2004年开通。全长908米，设有4条车道，承载了209国道。最高桥塔为218（715英尺），主跨388（1,273英尺）。桥面距水原本高度为147（482英尺），但水面因三峡大坝而升高，使得相对高度下降。